# Бантон, Эмма
Э́мма Ли Ба́нтон (англ. Emma Lee Bunton [ˈɛmə ˈliː ˈbʌntən]; род. 21 января 1976, Лондон) — британская певица, актриса, автор песен и телеведущая. Наиболее известна как участница женской поп-группы Spice Girls под псевдонимом Бейби Спайс (англ. Baby Spice). В 2009 году начала вести собственное радиошоу на британской радиостанции Heart FM, а в 2013 году вместе с Джейми Трикстоном она стала вести утренние эфиры на том же радио.

## Биография

### Ранние годы
Родилась на севере Лондона в районе Финчли в семье молочника Тревора Бантона и тренера по каратэ Полин Бантон. У Эммы есть младший брат — Пол Джеймс. Родители развелись когда ей было 11 лет. Бантон училась в католической школе St. Theresa’s Roman Catholic Primary School в Финчли. В 1992 году она сыграла небольшую роль в одной из серий британской мыльной оперы «Жители Ист-Энда». В 1993 году она также появилась в полицейской драме «Чисто английское убийство» и снялась в одном из эпизодов сериала «Зайти с Короля».

### 1994—2000: Spice Girls
В 1994 году Бантон стала участницей женской поп-группы Spice Girls. В марте 1995 года коллектив начал сотрудничать с Саймоном Фуллером, а в сентябре — подписал контракт с Virgin Records. 8 июля 1996 года группа выпустила дебютный сингл «Wannabe», который занял первое место в чартах 35 стран, и стал самым продаваемым синглом женской группы всех времён. Затем последовал выход альбомов Spice, Spiceworld и Forever, с которых было выпущено девять синглов, возглавивших чарты Великобритании. Каждая участница коллектива в СМИ получила псевдонимы. Бантон получила псевдоним «Бейби-Спайс», так как была самой молодой участницей группы, собирала свои длинные светлые волосы в два хвоста, носила бэйби долл-платья пастельного цвета и теннисные туфли на высокой платформе, невинно улыбалась и имела образ женственной девушки. В 1999 году на телеканале VH1 состоялась премьера собственного шоу Эммы Бантон под названием Emma. В 2000 году, после выхода третьего альбома группы Forever, участницы решили сосредоточиться на своих сольных проектах, и группа распалась.

### 2001—2002:A Girl Like Me
Дебютный сольный альбом Эммы Бантон A Girl Like Me был выпущен в Великобритании 16 апреля 2001 года лейблом Virgin Records. Альбом занял четвёртое место в UK Albums Chart, в первую неделю было продано 21 500 экземпляров. Синглы «What Took You So Long?», «Take My Breath Away» и «We’re Not Gonna Sleep Tonight» помогли альбому оставаться в UK Albums Chart несколько недель. 7 сентября 2001 года A Girl Like Me получил золотой статус от Британской ассоциации производителей фонограмм, так как к тому времени диск был уже продан тиражом 100 000 копий. Также альбом занял 147-е место в списке самых продаваемых альбомов в Великобритании в 2001 году. Также диск хорошо продавался и в таких странах Латинской Америки, как Бразилия, Аргентина, Чили и в Северной Америке. Альбом занял высокие позиции в чартах благодаря синглам «What Took You So Long?», «What I Am», «Take My Breath Away» и «We’re Not Gonna Sleep Tonight». В 2002 году Virgin разорвал контракт с Эммой из-за низких продаж сингла «We’re Not Gonna Sleep Tonight», который оказался на 20 месте в британских хит-парадах.

### 2003—2006:Free Me
Второй сольный альбом Эммы Бантон Free Me вышел в 2004 году на лейблах 19 Entertainment/Universal Records. Пластинка в основном была спродюсирована Майком Педеном и Яком Бонди. Также в записи принимали участие Кэти Деннис, Генри Биннс и пуэрто-риканский певец Луис Фонси. Продажи альбома в Великобритании составили 140 000 экземпляров и ему был присвоен золотой статус. Альбом был хорошо воспринят критиками, которые называли его одним из лучших сольных альбомов участниц Spice Girls. Главная одноимённая композиция пластинки достигли пятой строчки в Великобритании. Второй сингл с альбома, «Maybe», выпущенный осенью 2003 года, добрался до шестой позиции в британских хит-парадах. В американском чарте Billboard Hot Dance Club Songs «Free Me» и «Maybe» достигли четвёртой и шестой строчки, соответственно. Весной 2004 года вышел третий сингл, «I’ll be There», который достиг седьмой строчки в Великобритании. Позже вышел четвёртый и заключительный сингл с альбома, «Crickets Sing for Anamaria», который добрался до 15-й строчки в британских хит-парадах, и имел меньший успех, чем предыдущие синглы. В 2005 году Эмма Бантон снялась в Болливудском фильме «Загадочное исчезновение».

### 2006—2008:Life In Monoи воссоединение Spice Girls

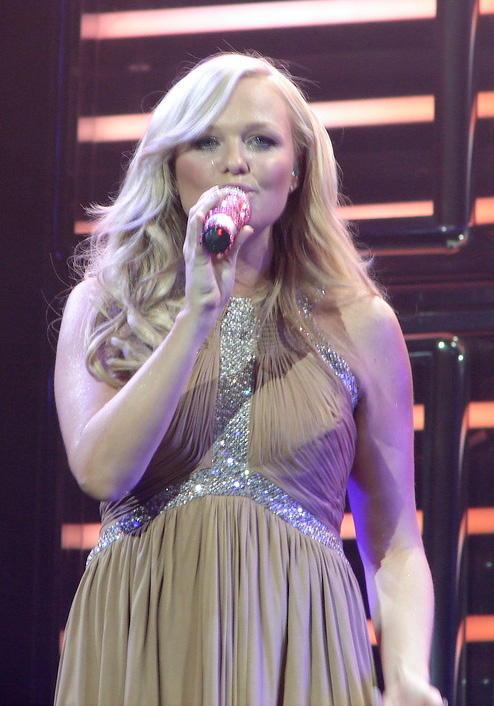
Эмма Бантон во время тура The Reunion of the Spice Girls в Сан-Хосе, 2007 год.

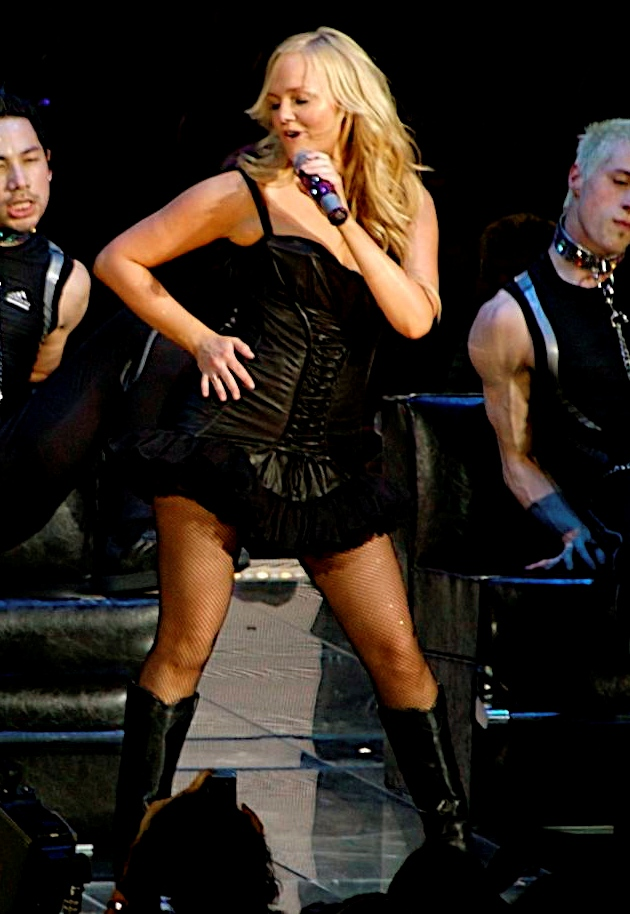
Эмма Бантон во время тура The Reunion of the Spice Girls в Торонто, 2008 год.

В октябре 2006 года в паре с Дарреном Беннетом Бантон стала участницей проекта «Танцы со звёздами». Она добралась до полуфинала и заняла третье место. 13 ноября выпустила кавер-версию песни Петулы Кларк «Downtown» в качестве благотворительного сингла для организации «Дети в беде». Композиция также стала первым синглом с третьего альбома Эммы Life In Mono, который вышел 1 декабря 2006 года. Пластинка дебютировала под номером 65 в чарте Великобритании, став первым альбомом Эммы Бантон, не попавшим в топ-10 чарта. 12 февраля 2007 года вышел второй и заключительный сингл с альбома «All I Need to Know», посвящённый Дню Святого Валентина. Видеоклип на эту песню снимался незадолго до Рождества на Уолд-Стрит на востоке Лондона. Сингл дебютировал на 60-й строчке в UK Singles Chart. В связи с беременностью певицы, промоушен альбома отменили.
В 2007 году Spice Girls воссоединились и отправились в гастрольный тур The Return of the Spice Girls, который принёс каждой солистке по 10 миллионов фунтов стерлингов (20 миллионов долларов США). Тур стартовал 2 декабря 2007 года. За месяц до гастролей, группа выпустила свой первый сборник лучших песен Greatest Hits. Во время тура режиссёром Бобом Смитаном был снят документальный фильм Spice Girls: Giving You Everything. В октябре 2008 года Бантон появилась на шоу The X Factor в качестве помощницы судьи Данни Миноуг.

### 2009—2014

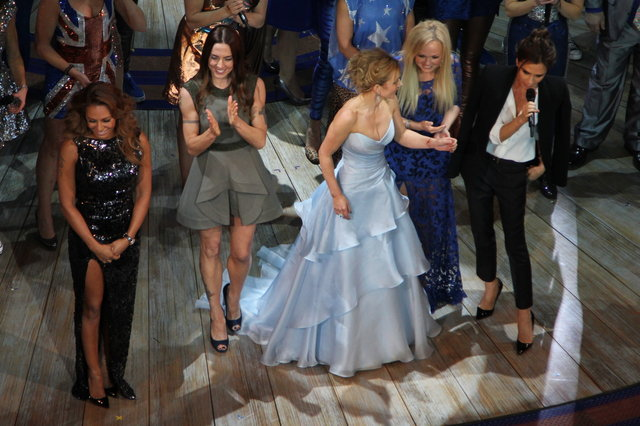
Группа Spice Girls на премьере мюзикла «Viva Forever».

C 2009 года Бантон стала работать диджеем британской радиостанции Heart. В 2010 году была ведущей шоу талантов «Don’t Stop Believing» в Великобритании. В 2010—2012 годах — судья британского шоу «Танцы на льду».
Джуди Креймер объединилась с группой Spice Girls и Саймоном Фуллером для разработки мюзикла под названием «Viva Forever». Участницы группы не должны были участвовать в мюзикле, их задача состояла в том, чтобы подобрать актеров и придумать идею мюзикла подобно группе ABBA в мюзикле Mamma Mia!. 26 июня 2012 года все пять участниц группы присутствовали на пресс-конференции в Лондоне, посвященной запуску мюзикла «Viva Forever: The Musical». Пресс-конференция прошла в отеле St. Pancras Renaissance London Hotel, который являлся местом съёмок хита Wannabe. Мюзикл открылся в театре Пикадилли в Вест-Энде 11 декабря 2012 года. После плохих отзывов критиков и потери 5 миллионов фунтов стерлингов мюзикл был отменен.
12 августа 2012 года Бантон и остальные участницы группы выступили вместе на закрытии Олимпийских игр в Лондоне. 11 ноября 2012 года вышел совместный сингл Мелани Си и Эммы «I Know Him So Well» для нового альбома Мелани Stages.
В марте 2013 года Бантон была названа знаменитой мамой года по версии Foxy Bingo. В марте 2014 года Бантон вместе с Мелани Си приняла участие в записи песни чемпионата мира по футболу 2014 года в Англии. Она сотрудничала с другими поп-звездами Элайзой Дулитл, Кэти Би, Конором Мейнардом, Кимберли Уолш и Пикси Лотт в записи песни Greatest Day, первоначально исполненной британской группой Take That. Трек был спродюсирован Гэри Барлоу и записан на студии Sarm West Studios в Лондоне. На бэк-вокале выступали футболисты, такие как Гэри Линекер, Майкл Оуэн, Джефф Херст, Дэвид Симен, Питер Шилтон, Гленн Ходдл и Дион Дублин.

### С 2018
В июне 2018 года Бантон в интервью программы This Morning заявила, что вернулась в студию для работы новым материалом, более чем через десять лет после своего последнего альбома «Life in Mono». В ноябре 2018 года она объявила, что подписала контракт с BMG Rights Management и готовит новый альбом.
В сентябре 2018 года Бантон озвучила маму медведицу в британской успешного мультфильма «Смолфут». Мультфильм собрал 83,2 миллиона долларов в США и Канаде, а также 130,9 миллиона долларов в других странах. В ноябре 2018 года Бантон воссоединилась с группой Spice Girls, чтобы объявить о туре по Великобритании и Ирландии Spice World — 2019 Tour, который начался в Кроук Парке, Дублин, 24 мая 2019 года и завершился в Лондоне 15 июня 2019 года.
27 февраля 2019 года выпустила первый сингл с нового альбома под названием «Baby Please Don’t Stop», который получил в целом положительные отзывы критиков. 9 марта 2019 года она выпустила промо-сингл Too Many Teardrops. Затем Бантон выпустила сингл You Are All I Need to Get By, кавер-версию песни Марвина Гэйя и Тамми Террелл. 12 апреля 2019 года она выпустила свой четвертый альбом «My Happy Place». Трек-лист состоит из двух оригинальных песен и восьми каверов на любимые Бантон песни . Альбом, в который вошли песни, записанные в дуэтах с Робби Уильямсом, Уиллом Янгом и Джошом Кумра, разошелся тиражом 6500 копий за первую неделю своего существования в Великобритании и вошел в UK Albums Chart под номером 11.
В ноябре 2019 года Бантон выпустила рождественский сингл Coming Home For Christmas, который также включал кавер на песню Santa Baby. 6 декабря 2019 года она дала свое первое сольное шоу за последние десять лет в Альберт-холле. Концерт представлял собой рождественское шоу, в котором Бантон исполняла известные рождественские хиты, а также выступала дуэтом с Уиллом Янгом, Мэттом Госсом и Джейдом Джонсом.

## Личная жизнь
В 1997 году Бантон находилась в отношениях с британским певцом Ли Бреннаном. В том же году она была кратковременно связана с американским актером Леонардо Ди Каприо. В 1998 году она начала встречаться с британским певцом Джейдом Джонсом, но они расстались в мае 1999 года. С сентября 1999 по сентябрь 2000 года Бантон состояла в отношениях с английским футболистом, Рио Фердинандом, с которым ее познакомили Дэвид Бекхэм и Виктория Бекхэм. В ноябре 2000 года она вернулась к Джонсу, но они расстались во второй раз в марте 2002 года, когда Бантон решила снова работать с Саймоном Фуллером — Джонс был против этого решения. В 2003 году она была ненадолго связана с американским певцом Джастином Тимберлейком. В 2004 году она вернулась к Джонсу.
26 января 2007 года Бантон объявила о своей беременности. Сын Бо Ли Джонс родился 10 августа 2007 года. 6 мая 2011 года родился сын Тейт Ли Джонс. Пара обручилась 21 января 2011 года, но Бантон заявила, что не хочет вступать в брак по гражданской или религиозной церемонии, заявив, что им не нужна свадьба, чтобы подтверждать отношения.
В 1999 году Бантон переехала в пентхаус стоимостью 1,6 миллиона фунтов стерлингов в деревне Маунт-Вернон в Хампстеде, Лондон. В 2003 году у нее возникли проблемы с соседями, которые жаловались на ее ночные вечеринки В 2006 году они с Джонсом переехали в особняк в Барнете, Лондон.
У Бантон был диагностирован эндометриоз.
Она является крестной матерью дочери Джери Халлиуэлл, Блубелл Мадонны Халлиуэлл, родившейся в 2006 году. Бантон — болельщица футбольного клуба Тоттенхэм Хотспур.

## Дискография
В скобках указана наивысшая позиция того или иного альбома в хит-параде Соединённого Королевства.
- 2001 — A Girl Like Me (#4)
- 2004 — Free Me (#7)
- 2006 — Life In Mono (#65)
- 2019 — My Happy Place (#11)

## Видео

### В составе группы Spice Girls
- 1996 — «Wannabe»
- 1996 — «Say You’ll Be There»
- 1996 — «2 Become 1»
- 1997 — «Mama»
- 1997 — «Who Do You Think You Are»
- 1997 — «Spice Up Your Life»
- 1997 — «Too Much»
- 1998 — «Stop»
- 1998 — «How Does It Feel to Be»
- 1998 — «Viva Forever»
- 1998 — «Goodbye»
- 2000 — «Holler»
- 2000 — «Let Love Lead The Way»
- 2001 — «If You Wanna Have Some Fun»

### Сольно
- 1999 — «What I Am»
- 2001 — «What Took You So Long»
- 2001 — «Take My Breath Away»
- 2001 — «We’re Not Gonna Sleep Tonight»
- 2003 — «Free Me»
- 2003 — «Maybe»
- 2004 — «I’ll Be There»
- 2004 — «Crickets Sing for Anamaria»
- 2006 — «Downtown»
- 2007 — «All I Need to Know»
- 2012 — «I Know Him So Well» (feat. Мелани Си)
- 2019 — «You’re All I Need to Get By»
- 2019 — «Baby Please Don’t Stop»

## Фильмография
| Год  |     | Русское название              | Оригинальное название        | Роль           |
| ---- | --- | ----------------------------- | ---------------------------- | -------------- |
| 1992 | с   | Жители Ист-Энда               | EastEnders                   | вторая девушка |
| 1993 | с   | Чисто английское убийство     | The Bill                     | Жанис          |
| 1993 | кор | Мир Тэтчер                    | Thatcherworld                | Джози Дженкинс |
| 1993 | с   | Зайти с короля                | To Play the King             | проститутка    |
| 1997 | ф   | Спайс Уорлд                   | Spice World                  | Бэйби Спайс    |
| 2001 | кор |                               | Yes You Can                  | поп-ангел      |
| 2001 | ф   | Образцовый самец              | Zoolander                    | камео          |
| 2005 | ф   | Загадочное исчезновение       | Chocolate: Deep Dark Secrets | Анна           |
| 2005 | ф   | На вираже любви               | Pyaar Mein Twist             | Кайли Миллиган |
| 2009 | тф  | Ант и Дек: Рождественское шоу | Ant & Dec's Christmas Show   | мачеха         |